# Boiga westermanni
Boiga westermanni – gatunek jajożernego węża z rodziny połozowatych (Colubridae).

## Opis
Posiada specjalne przystosowania do jajożerności. Są to specjalne wyrostki kręgów sterczące w przełyku, które pozwalają mu na przedziurawianie skorupek jaj.

## Występowanie
Bangladesz, Indie, Nepal.
Niedawne badania z Maharashtra i Gujarat sugerują, że może on być szeroko rozpowszechniony.